# Pilia saltabunda
Pilia saltabunda är en spindelart som beskrevs av Simon 1902. Pilia saltabunda ingår i släktet Pilia och familjen hoppspindlar. Inga underarter finns listade i Catalogue of Life.